# فلوریان کروگر
فلوریان کروگر (انگلیسی: Florian Krüger؛ زادهٔ ۱۳ فوریهٔ ۱۹۹۹) بازیکن فوتبال است.
از باشگاه‌هایی که در آن بازی کرده‌است می‌توان به باشگاه فوتبال ارتسگبیرگ آئو اشاره کرد.
وی همچنین در تیم‌های ملی فوتبال Germany national under-16 football team، جوانان آلمان، جوانان آلمان، و زیر ۲۱ سال آلمان بازی کرده‌است.